# Cambio de clase
Cambio de clase fue una producción original de Disney Channel España basada en la serie italiana de mismo carácter Quelli dell'intervallo. Se emitieron tres temporadas en capítulos cortos de seis minutos de duración. La primera de 52 capítulos, la segunda de otros 52, repartidos en dos entregas, una primera de 40 capítulos y una segunda de doce en la que se incorporó al reparto Ismael García  en el papel de Nacho. La tercera y última temporada constó de otros 58 capítulos. En total fueron 150 capítulos repartidos en las tres temporadas comentadas.

## Historia
La serie se centra en las aventuras de los alumnos del Instituto Cervantes, que se reúnen ante la ventana del pasillo durante los recreos y los cambios de clase, donde se suceden todo tipo de situaciones cómicas.
Y que relatan cosas cotidianas.
El estreno de la serie en España tuvo lugar el 11 de septiembre de 2006 en el canal Disney Channel y el día 12 del mismo mes y año en Zona@Disney de TVE (solo la primera temporada). Desde entonces se emitía diariamente en Disney Channel hasta la conclusión de la serie, a mediados de 2010. 
La serie está protagonizada por Andrea Guasch, Juan Luppi, Nadia de Santiago, Luisber Santiago, Sergio Martín, Eduardo Espinilla, Rafa Ramos, David Becerra, María Palacios, Sandra Blázquez, María Torres e Ismael García que interpretan los papeles de Valentina, Nico, Mafalda, Bertini, Max, Espi, Newton, Piñata, Laura, Luna, Rocky y Nacho.
El rodaje de las 3 temporadas se inició en los meses de junio y se alargaban hasta mediados de agosto. Excepción hecha de la segunda temporada (2007) que una parte del rodaje (12 capítulos) se realizó desde mediados de noviembre hasta las previas de Navidad en diciembre del mismo año.

## Elenco
- 'Max' (interpretado por Sergio Martín), (temporadas 1-3). Max es un chico reconocido por su mal olor, ya que nunca se ducha. En ocasiones la gente se suele desmayar cada vez que levanta los brazos y también suena el aria La donna è mobile, de la ópera Rigoletto de Giuseppe Verdi. A pesar de su hedor y falta de higiene, tiene un gran éxito entre las chicas. Es el mejor amigo de Bertini.
- 'Bertini' (interpretado por Luisber Santiago), (temporadas 1-3). Bertini es un chico bastante torpe y bobo, cualidades por las que es conocido. Es el mejor amigo de Max. Está profundamente enamorado de Valentina e intenta salir con ella de todas formas, aunque ella siempre lo rechaza y cuando logran salir, Bertini siempre acaba metiendo la pata. Generalmente todos sus planes le salen mal y cada vez que le sucede, se suele golpear la cabeza contra la ventana del pasillo. No es raro que ande metido en líos con Max y Nico, acabando siempre en el despacho del director. Es el hermano mayor de Laura.
- 'Valentina' (interpretada por Andrea Guasch), (temporadas 1-3). Valentina es una chica muy presumida y pija, se cree la más guapa del instituto y se preocupa mucho por su aspecto. Bertini siempre le está pidiendo salir, aunque ella lo rechaza, ya que está más interesada en Nacho o en Max.
- 'Newton' (interpretado por Rafa Ramos), (temporadas 1-3). Es un chico muy inteligente, con un gran coeficiente intelectual y los demás le ven como el empollón de la clase. Está enamorado de Mafalda, aunque ella le ve solamente como un amigo, pero también llega a tener sentimientos por Laura, la hermana de Bertini. A veces tiene varios inventos y teorías entre manos, los cuales, en cuanto se los cuenta a los demás, no entienden ni una palabra, ya que usa descripciones muy complejas. Cada vez que Newton da una explicación a algún suceso o simplemente dice alguna frase altamente inteligente, habla de forma muy solemne mientras suenan Las cuatro estaciones de Antonio Vivaldi.
- 'Nacho' (interpretado por Ismael García Sarmiento), (temporadas 2-3). Nacho es un famoso cantante de éxito que, por motivos de agenda, no va al instituto con demasiada frecuencia. Está un poco perdido en lo que para cualquier estudiante es el día a día, no juega al fútbol ni sabe cuánto cuesta una hamburguesa, teniendo además un mánager que le dice qué hacer en todo momento y un equipo de estilismo que se encarga de su aspecto cada día. Y es que para Nacho resulta normal coger aviones y codearse con otros famosos. Además es muy atractivo, razón por la que también todas las chicas del instituto están locas por él y están deseando que les cante alguna de sus canciones. Por este motivo, hay veces en que Bertini no le soporta, a pesar de que son buenos amigos.
- 'Piñata' (interpretado por David Becerra), (temporadas 1-3). Es un chico muy glotón que solo piensa en comer. Siempre lleva encima uno o varios bocadillos, llegando a ser la mayoría de veces con combinaciones muy extrañas.
- 'Laura' (interpretada por María Palacios), (temporadas 1-3). La hermana pequeña de Bertini. Va al mismo colegio que su hermano, aunque todavía está en primaria, en la planta de abajo. Es muy inteligente, saber cuidarse sola, le encanta espiar a su hermano y si puede, dejarle en evidencia delante de sus compañeros. Lleva siempre una marioneta de un cerdito y hace que habla. Está enamorada de Newton.
- 'Luna' (interpretada por Sandra Blázquez), (temporadas 1-3). Luna es una chica experta en cotilleos. Cuando empieza a hablar no calla, por lo que sus compañeros le tienen que pedir que vaya al grano, o por otra parte se dedican a hacer otras cosas hasta que termine de hablar, llegando a veces a terminar dormidos. Tiene un hermano que es igual de hablador que ella.
- 'Mafalda' (interpretada por Nadia de Santiago), (temporadas 1-3). Mafalda o "Mafi", es una chica muy inteligente y amante del arte. Newton está enamorado de ella, pero ella lo ve solo como un amigo. Es buena chica, pero en ocasiones aprovecha el enamoramiento de Newton para su propio beneficio. Es la mejor amiga de Valentina.
- 'Nico' (interpretado por Juan Luppi), (temporadas 1-2). Un chico argentino al que le gusta contar chistes y gastar bromas. Es amigo de los otros chicos y siempre anda metido en líos con ellos, acabando siempre en el despacho del director. Le pierden las chicas y en alguna que otra ocasión, para desgracia de Bertini, acaba saliendo con Valentina.
- 'Rocky' (interpretada por María Torres), (temporadas 1-2). Una chica deportista y que posee una gran fuerza. Hace deporte en el instituto, incluso por las tardes, después de que todos se vayan. Llega a salir durante un tiempo con Espi. No suele aparecer mucho.
- 'Espi' (interpretado por Eduardo Espinilla), (temporadas 1-2). Es el chivato del instituto y siempre le cuenta al director lo que traman hacer sus compañeros. Por ello siempre acaba colgado por sus tirantes de la percha del pasillo. Durante un tiempo se enamora de Rocky.

### Invitados
- Andreas Muñoz como "Teo" (personaje de "Cosas de la vida").
- Paz Padilla como profesora de salsa.
- Tony Aguilar como presentador de "Supergenio", un concurso de preguntas y respuestas.
- María Isabel como Alicia, hija del director.
- Mota como antiguos alumnos del instituto.
- José Manuel Calderón como primo de Nico.
- Edurne como profesora de música.

## Banda sonora
El 1 de enero de 2009 fue lanzado el disco oficial de la serie que incluye 12 canciones originales de la serie interpretadas por Ismael García junto al elenco de la serie. Este disco fue distribuido por Walt Disney Records y EMI.
| #  | Nombre                       | Intérpretes               | Duración |
| -- | ---------------------------- | ------------------------- | -------- |
| 1  | Dame Besos                   | Ismael García             | 2:47     |
| 2  | Realidad                     | Ismael García             | 3:08     |
| 3  | Aquí Estoy                   | Ismael García             | 2:49     |
| 4  | La Canción De Tu Vida        | Ismael García             | 2:41     |
| 5  | Mi Luna No Brilla            | Ismael García             | 3:25     |
| 6  | Seguiré Luchando             | Ismael García             | 3:31     |
| 7  | Nada Nos Va A Separar        | Ismael García             | 2:41     |
| 8  | Tiempo                       | Ismael García             | 2:39     |
| 9  | Una Oportunidad              | Ismael García             | 2:26     |
| 10 | Al Ataque                    | Ismael García             | 2:38     |
| 11 | La Vida Está Llena De Música | Ismael García             | 2:40     |
| 12 | Como Olvidarte               | Elenco de Cambio de Clase | 1:36     |

## Versiones internacionales
La serie tiene varias versiones internacionales, todas producidas por Disney Channel localmente.
- En Estados Unidos se transmite una producción local, llamada As the Bell Rings (Estados Unidos), la cual es la misma que se transmite en Hispanoamérica, con doblaje local y bajo el nombre Mientras Toca la Campana.
- La producción italiana se llama Quelli dell'intervallo, se transmite en Disney Channel (Italia) y es, de todas las series, la más avanzada, con cuatro temporadas. Fue la primera en rodarse, de hecho todas las demás son adaptaciones de esta. Se han hecho largometrajes basados en los personajes de la serie.
- Se produce también en Francia, Trop la classe!, protagonizada por Manon Azem, entre otros. Transmitida por Disney Channel (Francia).
- En Alemania, Disneys Kurze Pause, protagonizada por Isabella Soric y Benjamin Trinks, entre otros. Transmitida por Disney Channel (Alemania).
- En Reino Unido lleva el mismo nombre que la versión estadounidense, As the Bell Rings (Reino Unido), protagonizada por Gregg Sulkin, Sydney Rae White y Brad Kavanagh, entre otros. transmitido por Disney Channel (Reino Unido e Irlanda).
- En Singapur lleva el mismo nombre que la versión estadounidense, As the Bell Rings (Singapur), transmitido por Disney Channel (Asia).
- En Australia lleva el mismo nombre que la versión estadounidense, As the Bell Rings (Australia), transmitido por Disney Channel (Australia).
- En el debut de Brasil en 2009 con la versión nacional denominada Quando Toca o Sino, protagonizado por los finalistas de la High School Musical: A Seleção y transmitida por Disney Channel (Brasil).
- En Rusia, As the Bell Rings (Rusia), antes se emitía por Jetix (Rusia), ahora por Disney Channel (Rusia).
- En Latinoamérica, la versión es denominada como Cuando toca la campana, transmitido por Disney Channel (Latinoamérica).